# Wiener Landesamt für Verfassungsschutz und Terrorismusbekämpfung
Das Wiener Landesamt für Verfassungsschutz und Terrorismusbekämpfung (kurz LVT Wien) ist das für den Verfassungsschutz sowie Terrorismusbekämpfung zuständige Landesamt in der österreichischen Bundeshauptstadt Wien.  
Es ist, anders als der Name vermuten lässt, eine Dienststelle des Bundes und als Organisationseinheit bei der Landespolizeidirektion Wien (LPD) eingerichtet. Gesetzliche Grundlage sind das Sicherheitspolizeigesetz (SPG) und das Polizeiliche Staatsschutzgesetz. 
Das Wiener Landesamt für Verfassungsschutz und Terrorismusbekämpfung wurde im Jahr 2002 gemeinsam mit dem Bundesamt für Verfassungsschutz und Terrorismusbekämpfung (BVT) ins Leben gerufen. 